# Talia-Airways-Flug 79
Der Talia-Airways-Flug 79 (Flugnummer: 2H79) war ein internationaler Flug aus Istanbul nach Nord-Nikosia auf Zypern am 27. Februar 1988, der mit einer Boeing 727-2H9 durchgeführt wurde. Im Anflug auf den Zielflughafen wurde die Maschine, die von der Jugoslovenski Aerotransport für die türkische Talia Airways betrieben wurde, gegen einen Berg geflogen, wobei alle 15 Insassen starben.

## Maschine
Bei dem verunglückten Flugzeug handelte es sich um eine Boeing 727-2H9, die zum Zeitpunkt des Unfalls 13 Jahre und 9 Monate alt war. Die Maschine wurde im Werk von Boeing auf dem Boeing Field im Bundesstaat Washington montiert und absolvierte am 31. Mai 1974 ihren Erstflug, ehe sie am 7. Juni 1974 neu an die Jugoslovenski Aerotransport ausgeliefert wurde, bei der sie das Luftfahrzeugkennzeichen YU-AKA erhielt. Das Flugzeug trug die Werknummer 20930, es handelte sich um die 1044. Boeing 727 aus laufender Produktion. Ab dem 1. Mai 1987 war die Maschine an die Talia Airways verleast, diese ließ sie mit dem neuen Kennzeichen TC-AKD zu. Das dreistrahlige Schmalrumpfflugzeug war mit drei Turbojettriebwerken des Typs Pratt & Whitney JT8D-9A ausgestattet.

## Insassen und Flugzweck
Den Flug von Istanbul nach Nord-Nikosia hatten zwei Passagiere angetreten. Es befand sich eine 13-köpfige Besatzung an Bord. Bei den beiden Passagieren handelte es sich um einen Vorsitzenden der Talia Airways und seine Ehefrau. Sieben Besatzungsmitglieder (Čedomir Rakić, Mladenko Glišić, Miroslav Šišović, Marko Prokijević, Zoranko Stanislavljević, Vladimir Tokić, Milenko Harić) besaßen die Jugoslawische Staatsangehörigkeit und waren Angestellte der Jugoslowenski Aerotransport, zwei Flugbegleiterinnen (Mine Johnson, Banu Mensah) waren britischer Herkunft. Der Rest der Besatzung (Mehtap Bükülmez, Şükran Bayram, Sümer Savas, Selma Savas) stammte aus der Türkei.
Die Maschine befand sich auf einem Leerflug. Sie sollte in Nordzypern 160 Touristen aufnehmen, die sich auf einer Urlaubsreise befanden, auf der sie die Türkei und Nordzypern besucht hatten.

## Unfallhergang
Die Piloten befanden sich im Anflug auf das Drehfunkfeuer in Nord-Nikosia in einer durch die Flugsicherung freigegebenen Flughöhe von 6.000 Fuß (ca. 1.800 Meter), als sie den Instrumentenflug abbrachen und den Flug im Sichtflug fortsetzten. Sie sanken auf eine Flughöhe von 2.000 Fuß (ca. 610 Meter), ohne die Höhe der vorausliegenden Bergkette Girne Arap von 3.130 Fuß (ca. 950 Meter) zu beachten. Als der Kapitän die Bergkette bemerkte, versuchte er die Maschine nach links zu lenken und zu steigen, was jedoch in der Kürze der zur Verfügung stehenden Zeit nicht mehr möglich war. Die Maschine zerschellte zehn Minuten vor der geplanten Landung um 10:20 Uhr Ortszeit im Gebirge, wobei sich die Überreste des hinteren Teils der Maschine auf der Nordflanke des Berges verteilten, die des vorderen Teils auf der Südflanke. Alle Insassen kamen ums Leben.

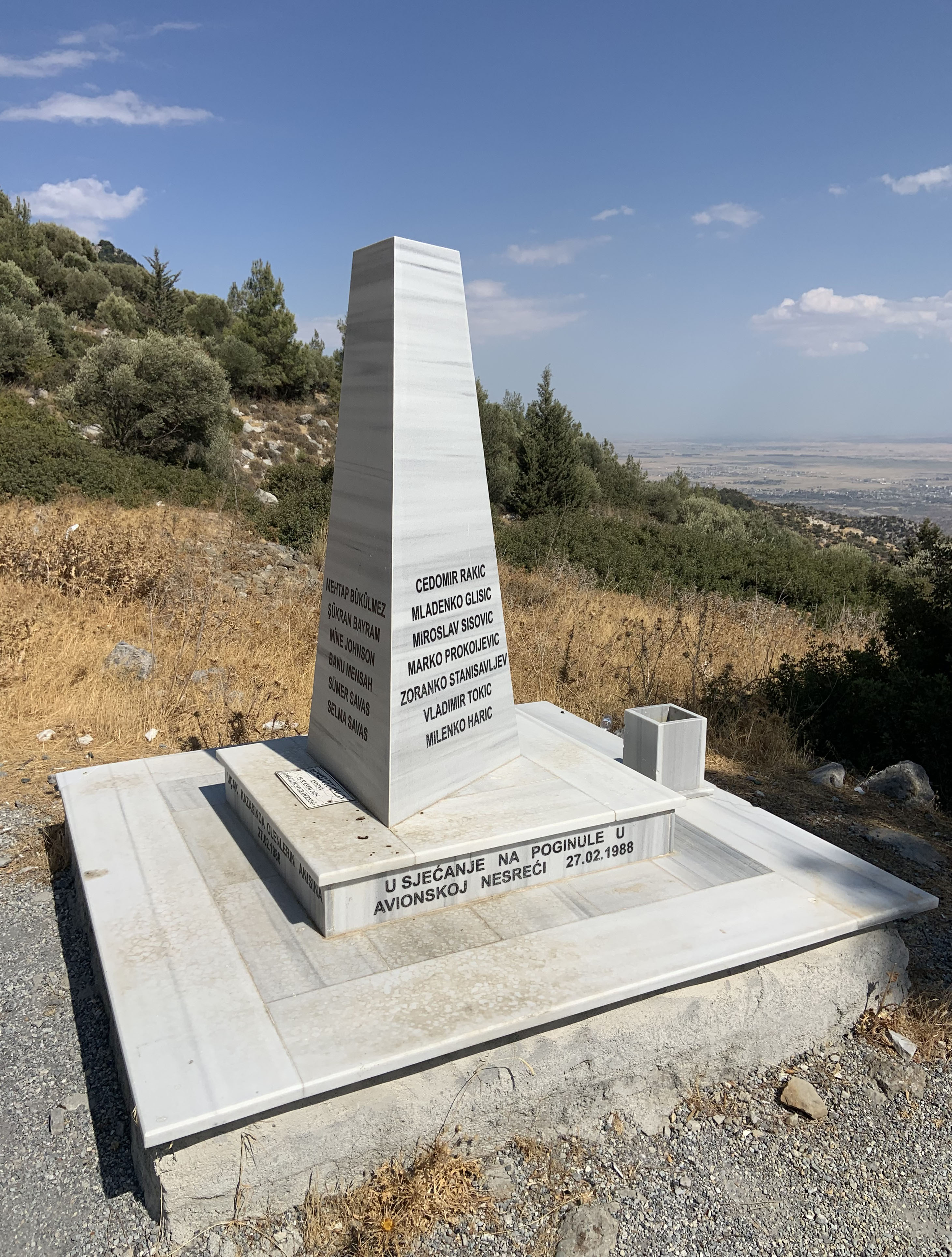
Gedenkstätte nahe der Burg Buffavento
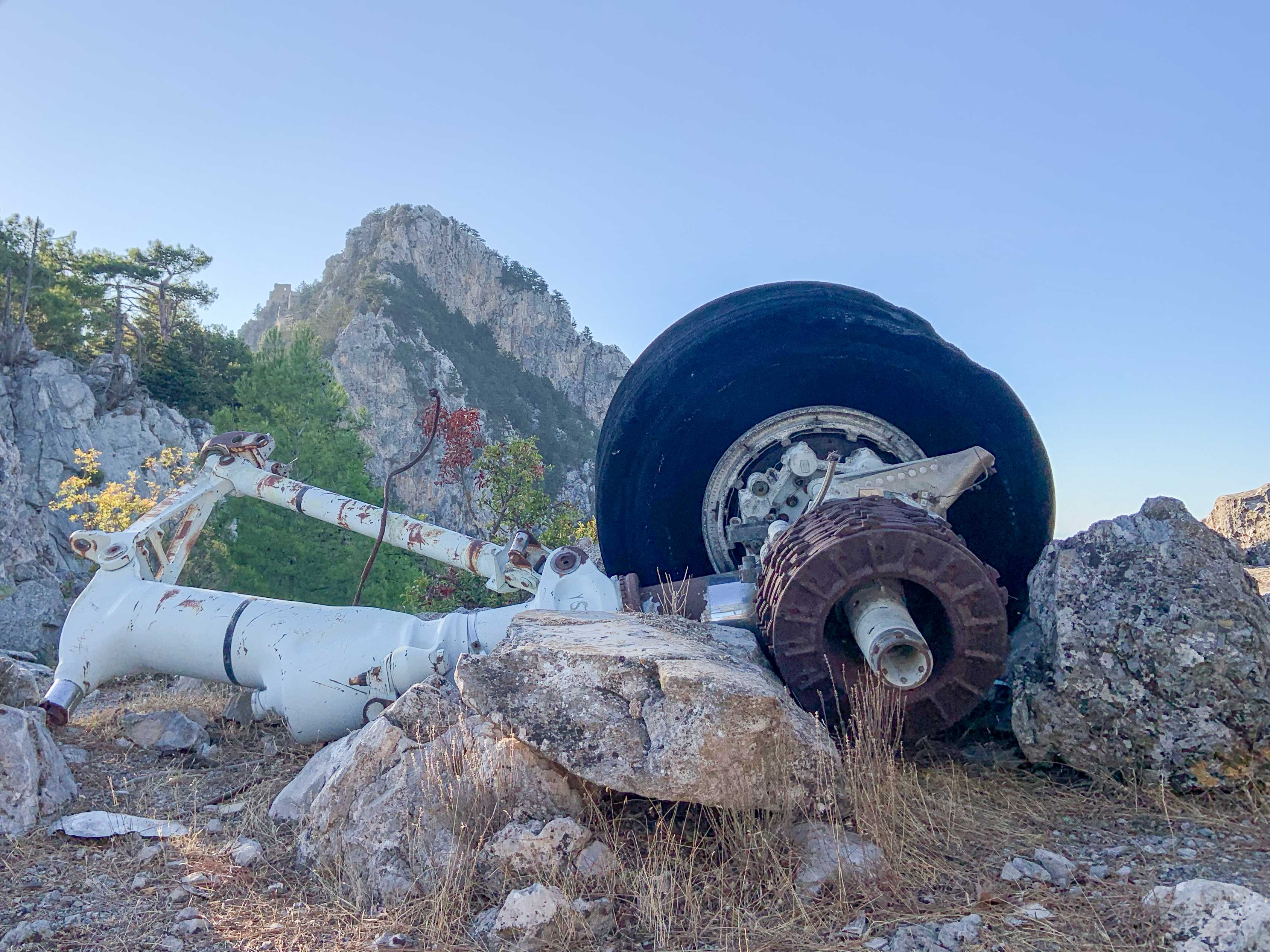
Das Fahrwerk der Maschine
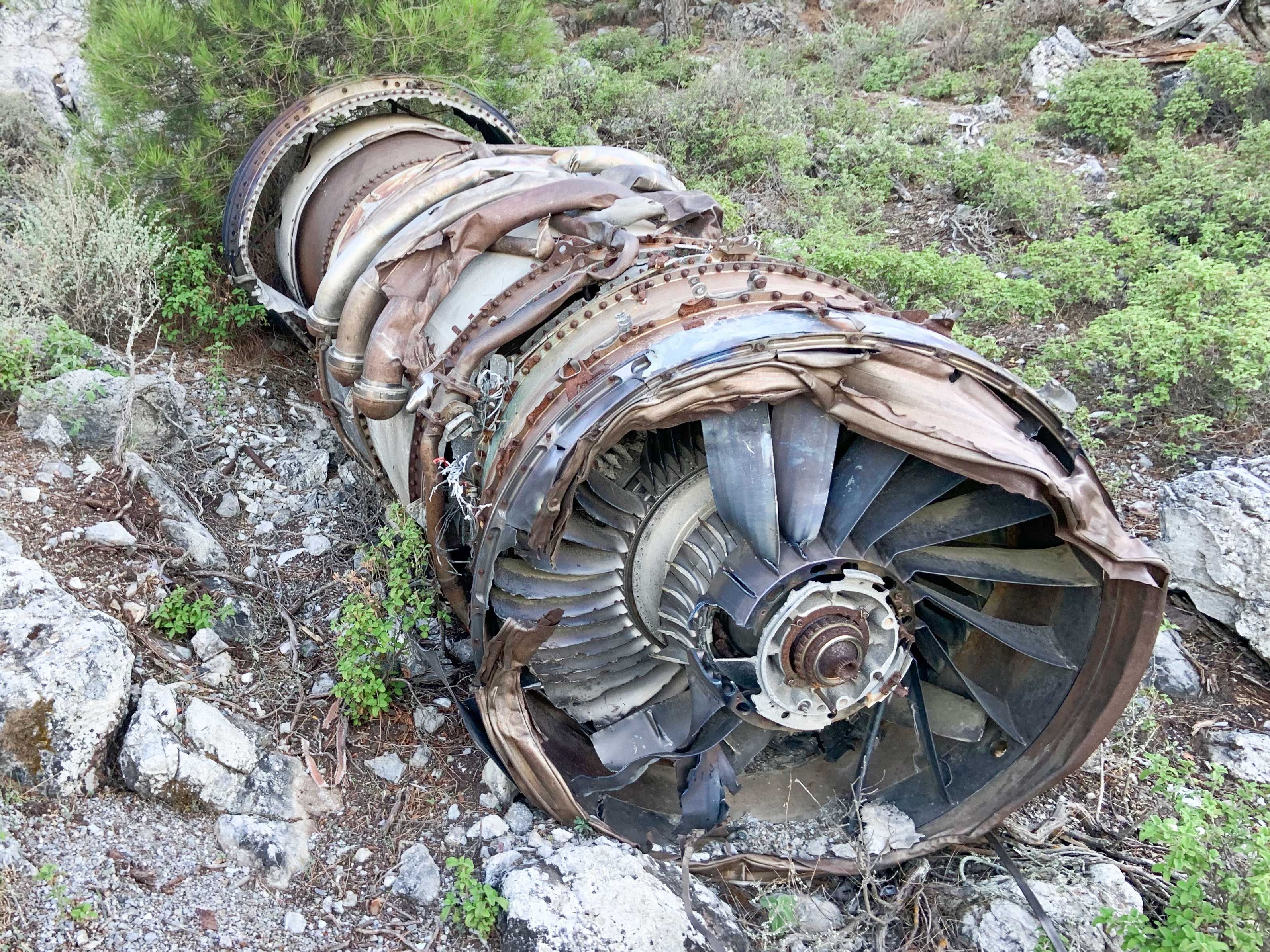
Triebwerk der Maschine

## Nach dem Unfall
Als die Bergungsmannschaften an der Unfallstelle ankamen, stellten sie fest, dass die Wrackteile über ein breites Gebiet verstreut lagen, dazwischen befanden sich die verkohlten Leichen der Flugzeuginsassen. Die Körper zweier Flugbegleiterinnen waren nach dem Unfall besonders stark verkohlt, was die Identifikation stark erschwerte und letztlich dazu führte, dass die Leichname vertauscht und an die jeweils falschen Familienangehörigen ausgehändigt wurden. Eine fünfköpfige Ermittlergruppe des türkischen Verkehrsministeriums flog am Tag nach dem Unfall nach Zypern, um die Umstände des Unfalls aufzuklären.